# Alec M. Pridgeon
Alec M. Pridgeon é um botânico inglês.
É membro da Sainsbury Orchid do Royal Botanic Gardens, Kew, formado em Biologia. 

## Alguns artigos publicados
- Phylogenetic relationships in Pleurothallidinae (Orchidaceae): combined evidence from nuclear and plastid DNA sequences (2001)
- A phylogenetic reclassification of Pleurothallidinae  (2001)
- Nomenclatural Notes on Pleurothallidinae (Orchidaceae) (com Mark W. Chase) Lindleyana   17(2):98- (2002)

## Livros editados
- Orchid hunting in the lost world: (and elsewhere in Venezuela)  - G.C.K. Dunsterville and E. Dunsterville,  Alec M. Pridgeon (Editor) (1988) ISBN 0923096000
- The Illustrated Encyclopedia of Orchids: Alec M. Pridgeon (1992) ISBN 9780715317822
- Orchids : Status, Survey, and Conservation Action Plan - Eric Hagsater, Vinciane Dumont (Editor), Alec M. Pridgeon (Editor)(1996) ISBN 9782831703251
- Orchid Biology : Reviews and Perspectives - Joseph Arditti (editor) Alec M. Pridgeon (Editor) (1997) ISBN 9780792345169
- Genera Orchidacearum : General Introduction, Apostasioideae, Cypripedioideae - Alec M. Pridgeon (Editor), Mark W. Chase (Editor), Phillip J. Cribb (Editor), Finn N. Rasmussen (Editor) (1999) ISBN 9780198505136
- Genera Orchidacearum : Orchidoideae (Part 1) - Alec M. Pridgeon (Editor), Mark W. Chase (Editor), Phillip J. Cribb (Editor), Finn N. Rasmussen (Editor) (2001) ISBN 9780198507109
- Genera Orchidacearum: Orchidoideae (Part 2), Vanilloideae - Alec M Pridgeon (Editor), Phillip J Cribb (Editor), Mark W Chase (Editor) (2003) ISBN 9780198507116
- Genera Orchidacearum : Epidendroideae (Part 1) - Alec M. Pridgeon (Editor), Mark W. Chase (Editor), Phillip J. Cribb (Editor), Finn N. Rasmussen (Editor) (2006) ISBN 9780198507123
- Genera Orchidacearum: Epidendroideae (Part 2) - Alec M. Pridgeon (Editor), Phillip Cribb (Editor), Mark W. Chase (Editor), Finn N. Rasmussen (Editor) (2009) ISBN 9780198507130